# ويكيبيديا تاشلحيت
ويكيبيديا تاشلحيت (بالأمازيغية: ⵡⵉⴽⵉⴱⵉⴷⵢⴰ ⵜⴰⵛⵍⵃⵉⵜ)، هي إصدار تاشلحيت من موسوعة ويكيبيديا، تم إنشاؤها في 30 يونيو 2021 ووصل عدد مقالاتها يوم 22 مارس 2025 إلى 6٬985 مقالة و10٬573 صفحة و28 مستخدم نشط و1 إداري.
يمكن قراءة ويكيبيديا تاشلحيت إما بالحرف اللاتيني أو بحرف تيفيناغ.

## وصلات خارجية
- الموقع الرسمي